# Zuživatelná věc
Jako zuživatelná věc se v českém právu (§ 500 OZ) chápe movitá věc, jejíž běžné použití spočívá v jejím spotřebování, zpracování nebo zcizení. Může také jít o movité věci, které jsou součástí např. skladu a prodávají se jednotlivě. Příkladem jsou potraviny, spotřební zboží nebo stavební materiál. Rozhodujícím je jejich obvyklé hospodářské určení směřující k zániku jejich podstaty. Ostatní věci jsou nezuživatelné, ty běžným použitím či opotřebením samy o sobě nezanikají. Kromě všech nemovitých věcí jde zejména o nehmotné movité věci.
Zuživatelné věci znalo již římské právo (víno, palivo apod.), podobně obecný zákoník občanský ve svém § 301 rozlišoval věci spotřebitelné a nespotřebitelné.
Rozlišení zuživatelných a nezuživatelných věcí může být složitější, pokud je např. veden spor o výpůjčku. Předmětem výpůjčky nemůže být zuživatelná věc (může být ovšem předmětem zápůjčky), ale mohou nastat situace, kdy je vypůjčena zuživatelná věc, aniž se očekává její spotřebování. Takovým příkladem může být „archivní víno“, tj. víno, jehož ročník je znám a uběhla již dostatečně dlouhá doba, aby mohlo být považováno za vzácné, a tedy jeho sběratelská hodnota svým způsobem překračuje hodnotu užitnou.